# Diana Chasma
Il Diana Chasma è una formazione geologica della superficie di Venere. È una delle più profonde rift di Venere, arrivando a 3 km di profondità.
Prende il nome da Diana, dea romana della luna e della caccia.